# Stenochariergus
Stenochariergus is een kevergeslacht uit de familie van de boktorren (Cerambycidae). De wetenschappelijke naam van het geslacht werd voor het eerst geldig gepubliceerd in 1989 door Giesbert & Hovore.

## Soorten
Stenochariergus omvat de volgende soorten:
- Stenochariergus dorianae Giesbert & Hovore, 1989
- Stenochariergus hollyae Giesbert & Hovore, 1989